# La Brigade volante (série télévisée d'animation)
Pour les articles homonymes, voir La Brigade volante.
 (mai 2024).
 La Brigade volante est une série télévisée d'animation franco-italienne diffusée à partir du 4 mai 2009 sur RAI 2.

## Synopsis
Des volatiles ont décidé de voyager dans le monde entier, à bord d'un dirigeable, afin d'aller au secours d'animaux en danger.

## Voix françaises
- Micheline Tziamalis : Perrine
- Fabienne Loriaux : Chou-Chou, Caroline
- Audrey d'Hulstère : Capucine, Karine
- Marcha Van Boven : Kathy, Camille
- Stéphane Flamand : Brice
- Frédéric Meaux : Charly, Philibert
- André Pauwels : Flavien
- Franck Dacquin : Ko, Marius

## Fiche Technique
- Titre original : La Brigade volante
- Réalisation : Marco Bigliazzi
- Auteurs : Marco Bigliazzi, Fabrizio Bondi
- Scénaristes : Marco Bigliazzi
- Musiques : Marco Bigliazzi, Fabrizio Bondi
- Producteurs : Marco Bigliazzi, Fabrizio Bondi, Robert Réa, Léon Perahia, Lucia Bolzoni
- Origine :  France Italie
- Maisons de production : Toposodo, Rai Fiction, Ellipse Animation, Araneo.
- Année : 2008
- Titres :
  - La Brigade volante  France
  - La banda volante  Italie
  - Birds Band  Royaume-Uni

## Épisodes
1. L'envol
2. Et pourtant il vole
3. Eléfantaisie
4. Coucou Big Ben
5. Baleine poids plume
6. Trilles et arpèges
7. Le dauphin perché
8. Des nœuds dans les tentacules
9. Un cerf pas volant
10. Un grain de sable
11. Mouette fumée
12. Cap au nord
13. Nids d'hirondelles